# Виталий Кличко — Шэннон Бриггс
Виталий Кличко — Шеннон Бриггс — двенадцатираундовый боксёрский поединок в тяжёлой весовой категории за титул чемпиона мира по версии WBC, который принадлежал Виталию Кличко. Поединок состоялся 16 октября 2010 года на стадионе O2 World Arena в Гамбурге (Германия).